# Kurtuvėnai
Kurtuvėnai is een plaats in het Litouwse district Šiauliai. De plaats telt 326 inwoners (2001).